# 2014~2015년 오스트레일리아 근해 사이클론
2014~2015년 오스트레일리아 근해 사이클론(2014~2015 Australian region willy-willy season)은 2014년 7월 1일에서 2015년 6월 30일 사이에 호주 근해에서 발생한 사이클론을 기록한 문서이다.
이 지역은 5개의 열대저기압 경보 센터(TCWC)가 감시한다. 그 5개 기구는 호주 기상청의 TCWC 퍼스, TCWC 다윈, TCWC 브리즈번, 인도네시아의 TCWC 자카르타, 파푸아뉴기니의 TCWC 포트모르즈비이다.
참고로 호주 근해의 TCWC들은 최대풍속 34kt 미만의 열대 저기압을 "저기압(tropical low)"이라 하므로, 원래 의미의 저기압(low pressure)과 혼동되어서는 안 된다.

## 활동한 사이클론

### 그 외
- 제1호 저기압 (30 kt, 1000 hPa) - 2014년 11월 30일 ~ 2014년 12월 7일
- 저기압 - 2014년 12월 13일 ~ 2014년 12월 15일
- 제5호 저기압 - 2015년 1월 2일 ~ 2015년 1월 10일
- 제6호 저기압 - 2015년 1월 10일 ~ 2015년 1월 13일
- 제7호 저기압 (30 kt, 998 hPa) - 2015년 1월 10일 ~ 2015년 1월 13일
- 저기압 (15 kt, 1003 hPa) - 2015년 1월 16일 ~ 2015년 1월 20일
- 저기압 - 2015년 2월 13일 ~ 2015년 2월 16일

## 같이 보기
- 2014~2015년 남서인도양 사이클론
- 2014~2015년 남태평양 사이클론
- 2015년 태풍